# Pêro Moniz
Pêro Moniz ist ein Ort und eine ehemalige Gemeinde (Freguesia) im portugiesischen Kreis Cadaval.
Die Gemeinde hatte 637 Einwohner (Stand 30. Juni 2011).
Am 29. September 2013 wurden die Gemeinden Pêro Moniz und Cadaval zur neuen Gemeinde União das Freguesias do Cadaval e Pêro Moniz zusammengeschlossen.